# Харачин-Лівий-Монгольський автономний повіт
41°07′22″ пн. ш. 119°44′19″ сх. д. / 41.12266° пн. ш. 119.73861° сх. д.
Харачин-Лівий-Монгольський автономний повіт (кит. 喀喇沁左翼蒙古族自治县, пін. Kālăqìn Zuŏyì Mĕnggŭzú Zìzhìxiàn, також Кацзо (кит. 喀左, пін. Kālăqìn Zuŏyì) — один із повітів КНР у складі префектури Чаоян, провінція Ляонін. Адміністративний центр — містечко Даченцзи.

## Географія
Харачин-Лівий-Монгольський автономний повіт лежить на висоті близько 320 метрів над рівнем моря на річці Далін.

### Клімат
Повіт знаходиться у зоні, котра характеризується вологим континентальним кліматом. Найтепліший місяць — липень із середньою температурою 24,6 °C. Найхолодніший місяць — січень, із середньою температурою -9,4 °С.
| Клімат повіту Харачин-Лівий-Монгол | Клімат повіту Харачин-Лівий-Монгол | Клімат повіту Харачин-Лівий-Монгол | Клімат повіту Харачин-Лівий-Монгол | Клімат повіту Харачин-Лівий-Монгол | Клімат повіту Харачин-Лівий-Монгол | Клімат повіту Харачин-Лівий-Монгол | Клімат повіту Харачин-Лівий-Монгол | Клімат повіту Харачин-Лівий-Монгол | Клімат повіту Харачин-Лівий-Монгол | Клімат повіту Харачин-Лівий-Монгол | Клімат повіту Харачин-Лівий-Монгол | Клімат повіту Харачин-Лівий-Монгол | Клімат повіту Харачин-Лівий-Монгол |
| Показник                           | Січ.                               | Лют.                               | Бер.                               | Квіт.                              | Трав.                              | Черв.                              | Лип.                               | Серп.                              | Вер.                               | Жовт.                              | Лист.                              | Груд.                              | Рік                                |
| Середній максимум, °C              | −1,5                               | 2,8                                | 9,6                                | 18,7                               | 24,9                               | 28,6                               | 30                                 | 29,1                               | 25                                 | 17,7                               | 7,7                                | 0,7                                | 16,1                               |
| Середня температура, °C            | −9,4                               | −4,9                               | 2,5                                | 11,9                               | 18,4                               | 22,5                               | 24,6                               | 23,3                               | 17,8                               | 10,1                               | 0,5                                | −6,6                               | 9,2                                |
| Середній мінімум, °C               | −15,4                              | −11,2                              | −3,8                               | 5,1                                | 11,7                               | 16,6                               | 19,9                               | 18,2                               | 11,4                               | 3,6                                | −5,2                               | −12,2                              | 3,2                                |
| Норма опадів, мм                   | 1.7                                | 2                                  | 7.7                                | 24.8                               | 43.1                               | 83.9                               | 127.3                              | 102.5                              | 46.2                               | 23.8                               | 6.9                                | 2                                  | 471.9                              |
| Вологість повітря, %               | 47                                 | 40                                 | 37                                 | 41                                 | 48                                 | 61                                 | 73                                 | 74                                 | 66                                 | 57                                 | 51                                 | 50                                 | 53.8                               |
| ---------------------------------- | ---------------------------------- | ---------------------------------- | ---------------------------------- | ---------------------------------- | ---------------------------------- | ---------------------------------- | ---------------------------------- | ---------------------------------- | ---------------------------------- | ---------------------------------- | ---------------------------------- | ---------------------------------- | ---------------------------------- |
| Джерело: data.cma.cn               |                                    |                                    |                                    |                                    |                                    |                                    |                                    |                                    |                                    |                                    |                                    |                                    |                                    |